# Sorgono
Sorgono – miejscowość i gmina we Włoszech, w regionie Sardynia, w prowincji Nuoro.
Według danych na rok 2004 gminę zamieszkiwało 1946 osób, 34,8 os./km². Graniczy z Atzara, Austis, Belvì, Neoneli, Ortueri, Samugheo, Tiana i Tonara.